# Wereld open schaken 2003
Het 31e World Open 2003 dat van 28 juni t/m 6 juli 2003 in Philadelphia gehouden werd, is gewonnen door de Estlandse grootmeester Jaan Ehlvest met 7 punten uit negen ronden. Tien spelers eindigden gelijk waarna de tie-break besliste dat Jaan eerste werd. De tweede plaats was voor Ilya Smirin, de derde voor Alexander Onitsjoek, Alexander Shabalov eindigde als vierde, op de vijfde plaats kwam Alek Wojtkiewicz, Nazar Firmian werd nummer 6 en Alexander Goldin nummer 7. De achtste plaats was voor Gennadi Zaitshik en de plaatsen 9 en 10 werden respectievelijk bezet door Babakouly Annakov en Leonid Yudasin.